# Cases al carrer de Sant Cosme (Sant Cebrià de Vallalta)
Les Cases al carrer de Sant Cosme és una obra de Sant Cebrià de Vallalta (Maresme) inclosa a l'Inventari del Patrimoni Arquitectònic de Catalunya.

## Descripció
Dos cases del carrer de Sant Cosme, al centre del poble. Per la banda de darrere hi ha el carrer de la vila. Ambdues cases -amb planta baixa i pis- deuen ser les darreres restes del que devien ser originàriament la major part de les cases de la població. Construcció molt pròpia de les cases de la població. Construcció molt pròpia de les cases dels pobles del Maresme i el Barcelonès.